# Pèire Vidal

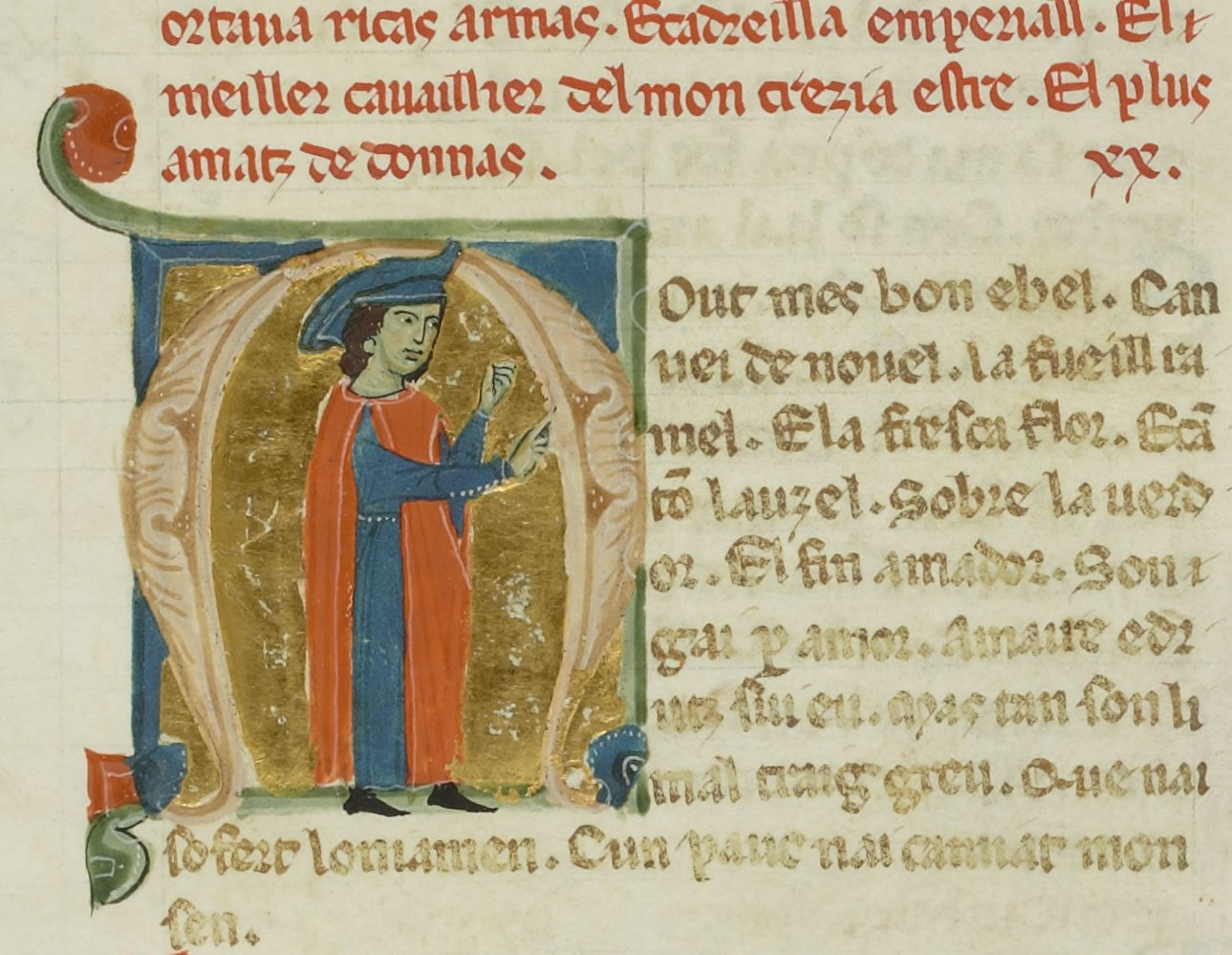
BnF ms. 854 fol. 39; cançoner I

Pèire Vidal (mort vers el 1205) era un trobador occità de Tolosa. Fou fill d'un pellisser. Era protegit del comte Ramon V de Tolosa, ho fou més tard de Barral dels Baus i també d'Alfons I el Cast. Viatjà per Palestina, Itàlia, l'Europa central i Malta. Fou conseller dels grans personatges del seu temps perquè posseïa una personalitat poètica inconfusible i original, plena d'enginy i d'agudesa. Presumia de ser el millor dels cavallers i el més enamorat, però en la seva poesia també es mostra nostàlgia per l'absència del seu país. Fou un dels màxims representants del trobar leu.
És citat per Uc de Lescura en el sirventès De mots ricos no tem Peire Vidal en què, justament en el vers inicial, caracteritza la poesia de Pèire Vidal pels "mots rics" (mots orgullosos, altius).

## Poesies
Es conserven gairebé 50 poesies seves, dotze de les quals amb la música.